# Ministre en cap de la Casa Civil
El Ministre en cap de la Casa Civil (en portuguès, Ministro-chefe da Casa Civil da Presidência da República) és el membre de major rang del gabinet presidencial del Brasil, i un important assessor del President.
El Cap de la Casa Civil té rang de ministre (tot i que la Casa Civil no té consideració de ministeri), actua com a cap del gabinet i assumeix les funcions d'un ministre de presidència. És responsable d'assessorar el president, de supervisar totes les sol·licituds de l'executiu i de les negociacions entre la Presidència de la República i els governadors estatals o amb el Congrés Nacional del Brasil. També coordina els procediments burocràtics on participa el President, en funcions similars als del cap de protocol. Per aquestes raons, el càrrec de Cap de la Casa Civil es considera generalment com el segon més influent al Brasil.